# K1 Type 88
A K1 Type 88 a dél-koreai szárazföldi erők fő harckocsija. A K1 terveit a General Dynamics készítette az M1 Abrams harckocsi alapján, gyártását viszont a hazai Hyundai vállalat végzi.

## Története
Dél-Korea hadereje hagyományosan amerikai felszerelést használ, így a páncélos erőit is M47 és M48A5 harckocsikkal szerelte fel. Az 1970-es években azonban szakítottak ezzel a gyakorlattal, amikor felhívást adtak ki egy új, nehéz páncélos kifejlesztésére, amit a helyi viszonyok figyelembevételével, dél-koreai gyártással kellett megvalósítani. A változtatás fő oka az volt, hogy Észak-Korea nagy számban rendelkezett T–62-es páncélosokkal, amelyekkel szemben egyetlen dél-koreai harckocsi sem tudta eredményesen felvenni a harcot. Számos gyártó jelentkezett, azonban végül a Chrysler Defense (későbbi General Dynamics) tervét választották ki. XK-1 néven két prototípust építettek, a legnagyobb titokban, és a kész járművet 1983-ban a marylandi harckocsipályán próbálták ki. 1984-ben indult meg a gyártása, Type 88 néven, és a koreai kormány 800 darabot rendelt belőle. 1987-es nyilvánosságra hozásáig több zászlóaljat is ezzel a típussal szereltek fel.

## A K1 főbb jellemzői
A K1 alaptípus külsőleg hasonlóságot mutat az amerikai M1 Abrams harckocsival (emiatt a Koreában állomásozó amerikai katonák "Baby Abrams"-nek becézik). Az 52 tonnás harckocsi 105 mm-es lövege kifinomult tűzvezető-rendszerrel van ellátva (amely hasonló a német Leopard harckocsikon alkalmazottakhoz). A harckocsi hajtóműve a német MTU dízelmotor licencben gyártott helyi változata. A K1 megjelenésére válaszul az észak-koreaiak megpróbálták továbbfejleszteni a T–62-es harckocsijaikat.

## A K1A1 főbb jellemzői
Az 1996. április 3-ától gyártott, és 2001. október 13-ától rendszerben álló K1A1 altípus a K1 továbbfejlesztett változata, melyet már 120 mm-es löveggel szereltek fel.

## Főbb változatai

### K1
Alaptípus, 105 mm-es löveggel és licencben gyártott német dízelmotorral.

### K1A1
A K1 továbbfejlesztett változata, 120 mm-es löveggel.

### K1 ARV
A K1 ARV (Armored Recovery Vehicle) egy, a K1 tank alvázára épített jármű, melyet elláttak daruval illetve csörlőkkel. 1993-tól állították rendszerbe.

### K1 AVLB
A brit Vickers Defense Systems segítségével 1988 és 1992 között kifejlesztett hídvető változat.

### K1M
Malajzia számára az 1990-es évek végén kifejlesztett változat, melyet lézeres riasztórendszerrel illetve légkondicionálóval szereltek fel. Mivel Malajzia a lengyel PT-91-es harckocsit választotta, így ezt az altípust soha nem rendszeresítették.